# Cilindrični koordinatni sistem
Cilíndrični (tudi váljni, váljasti ali váljčni) koordinátni sistém je prostorski koordinatni sistem, ki ga dobimo tako, da polarni koordinatni sistem v ravnini dopolnimo s tretjo koordinato - višino nad (pod) osnovno ravnino. 
Točka P je v cilindričnem koordinatnem sistemu določena s tremi števili - cilindričnimi koordiantami:
- r in φ (alternativni oznaki: ρ in θ) sta polarni koordinati točke Q, ki je pravokotna projekcija točke P na izhodiščno vodoravno ravnino
- z (ali tudi h) je višina točke P nad (pod) izhodiščno vodoravno ravnino

## Pretvorba koordinat
Če poznamo cilindrične koordinate točke, lahko izračunamo njene kartezične koordinate x, y in z po naslednjih zvezah:
{\displaystyle x=r\cos \varphi }
{\displaystyle y=r\sin \varphi }
{\displaystyle z=z\!\,}
Če poznamo kartezične koordinate, pa lahko dobimo cilindrične koordinate s pomočjo enačb:
{\displaystyle r={\sqrt {x^{2}+y^{2}}}}
{\displaystyle \operatorname {tg} \,\varphi ={\frac {y}{x}}}
{\displaystyle z=z\!\,}
Koordinata z ima v obeh koordinatnih sistemih isti pomen.